# Castillo cartuja de Vallparadís
El castillo cartuja de Vallparadís (oficialmente en catalán: castell cartoixa de Vallparadís) es una antigua edificación situada en la localidad catalana de Tarrasa, cerca del torrente y parque de Vallparadís. Desde 1959 es la sección principal de las seis que conforman el Museo de Tarrasa.
En 1944, el conjunto fue declarado Monumento Histórico Artístico.

## Historia
La primera mención de una fortificación cerca del torrente de Vallparadís se encuentra en un documento de 1110, cuando Berenguer de Sanlà y su esposa Ermessendis, compraron al conde de Barcelona Ramón Berenguer III, unas tierras para construir su residencia señorial. El castillo de Vallparadís pertenece pues a esta familia que adoptó el apellido de Tarrasa hasta 1344. Ese año, Blanca de Centelles, hija de Bernat de Centelles y de Saurina de Tarrasa, cedió el castillo a unos monjes cartujos procedentes de Escaladei y de su filial en San Pol de Mar. Para poder realizar su nueva función de monasterio, los monjes introdujeron importantes reformas en el edificio, como la creación del claustro en el antiguo patio de armas, la sala capitular y la capilla.
Como Cartuja de San Jaime de Vallparadís subsistió hasta 1413, año en el que la comunidad se trasladó a Tiana, a la nueva cartuja de Montalegre. Ese mismo año pasa a manos de los carmelitas del Hospital de la Santa Cruz de Barcelona. Más adelante fue adquirido por Jofre de Sentmenat (1423). Los Sentmenat fueron los señores de la cuadra de Vallparadís hasta 1830, cuando este territorio pasó a quedar bajo la jurisdicción del municipio de Tarrasa.
El antiguo castillo, convertido en masía, fue adquirido en 1852 por la familia Maurí que lo cedió en 1947 al Ayuntamiento de la ciudad. El consistorio realizó una intensa campaña de restauración y reconstrucción del edificio que corrió a cargo del arquitecto Alexandre Ferrante y Miquel Vilarrubí i Casanovas como jefe de obra. En 1959 se instaló el Museo de Tarrasa.

## El edificio

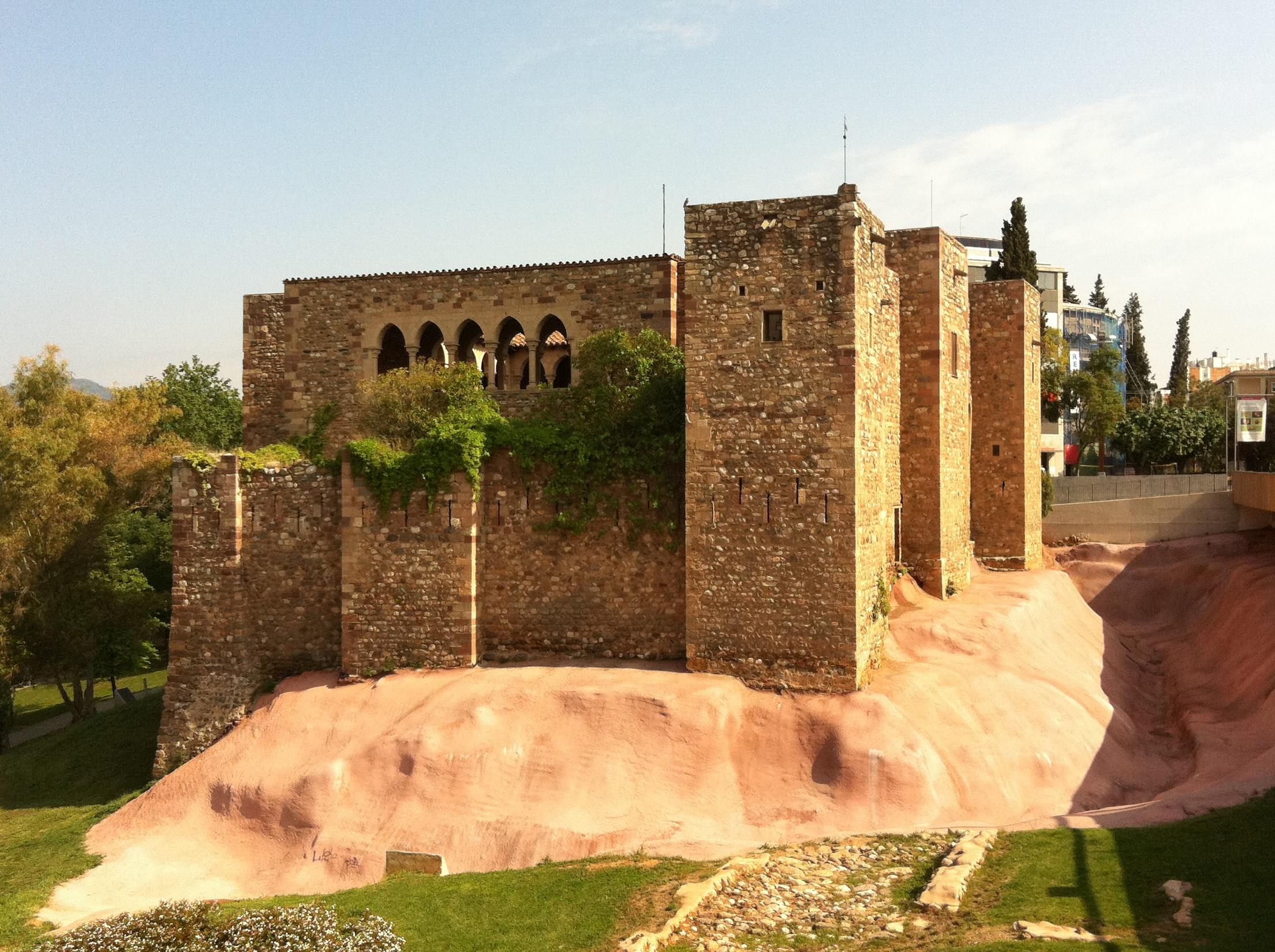
Vista del castillo y el foso

El castillo actual, conserva pocos restos del original, rodeado de un foso y con una gran torre central, es de planta rectangular, de muros con almenas y con cuatro torres cuadradas en los ángulos y tres medias torres en el centro de los lados norte, sur y este.
Las transformaciones arquitectónicas para adecuarlo a su función de cartuja aún se conservan. Destaca el claustro, de dos pisos -el inferior de aberturas bastante irregulares y el superior, más uniforme, de arcos apuntados y capiteles geométricos sin decorar-, así como la antigua sala capitular, cubierta con una bóveda de cruceria. La antigua iglesia del monasterio es la sala que en la actualidad se conoce como el Tinellet, de cubierta plana, sustentada por cuatro arcos apuntados diafragmáticos.

## El museo
Inaugurado en 1959 como Museo Municipal de Arte, alberga una exposición permanente y dispone de una sala de exposiciones en la que se exhiben las colecciones del fondo, formada por piezas arqueológicas y artísticas procedentes de la ciudad, el término municipal y de la comarca. También conserva la colección de aparatos de radio de Eudald Aymerich que los cedió a la ciudad en 1974.
La nueva exposición permanente es de 1994 y está estructurada en diferentes ámbitos cronológicos:
- Medio natural: los tres hábitats principales del Vallés (bosques, rieras y torrentes, zonas agrícolas).
- Prehistoria y mundo antiguo: piezas de los yacimientos neolíticos e íberos de la Egara romana entre otros.
- Mundo medieval: restos arqueológicos de las iglesias de San Pedro, el castillo de Vallparadís y el antiguo castillo-palacio de Tarrasa; la Virgen de San Cugat (talla del siglo XIII), pinturas murales de Rellinars, etc.
- Etapa moderna: objetos y restos de tipo religioso, como retablos de los siglos XVII y XVIII.
- Etapa contemporánea: formas de vida rural e industrial en el siglo XIX.
- Cultura y sociedad: destaca la colección de pintura del siglo XX, con obras de Joaquim Vancells, Joaquim Torres García, etc.